# Crudia bantamensis
Crudia bantamensis là một loài thực vật có hoa trong họ Đậu. Loài này được (Hassk.) Benth. miêu tả khoa học đầu tiên.